# Katharine Reeves
Katharine Reeves es una astrónoma que trabaja en el centro de Astrofísica Harvard-Smithsonian (CfA).

## Carrera e investigación
En CfA, Reeves estudia la energía de las erupciones solares y las eyecciones de masa coronal. También colaboró en el proyecto del Telescopio de Rayos X de Hinode con científicos de otros países.

## Premios y honores
En 2016, Reeves recibió el Premio Karen Harvey de la División de Física Solar de la Sociedad Astronómica Estadounidense, que reconoce importantes contribuciones al estudio del sol al principio de la carrera.

## Publicaciones
- Reeves, Katharine K.; Golub, Leon (2011-01-01). "Atmospheric Imaging Assembly Observations of Hot Flare Plasma". The Astrophysical Journal Letters 727 (2): L52. doi:10.1088/2041-8205/727/2/L52. ISSN 2041-8205.
- Reeves, Katharine K.; Linker, Jon A.; Mikić, Zoran; Forbes, Terry G. (2010-01-01). "Current Sheet Energetics, Flare Emissions, and Energy Partition in a Simulated Solar Eruption". The Astrophysical Journal 721(2): 1547. doi:10.1088/0004-637X/721/2/1547. ISSN 0004-637X.
- Reeves, Katharine K.; Moats, Stephanie J. (2010-01-01). "Relating Coronal Mass Ejection Kinematics and Thermal Energy Release to Flare Emissions using a Model of Solar Eruptions". The Astrophysical Journal 712(1): 429. doi:10.1088/0004-637X/712/1/429. ISSN 0004-637X.
- Reeves, K. K.; Guild, T. B.; Hughes, W. J.; Korreck, K. E.; Lin, J.; Raymond, J.; Savage, S.; Schwadron, N. A.; Spence, H. E. (2008-09-01)."Posteruptive phenomena in coronal mass ejections and substorms: Indicators of a universal process?". Journal of Geophysical Research: Space Physics 113 (A9): A00B02.doi:10.1029/2008JA013049. ISSN 2156-2202.
- Reeves, Seaton & Forbes, "Field Line Shrinkage in Flares Observed by the X-Ray Telescope on Hinode," ApJ, 675, 2008.
- Reeves, Warren & Forbes, "Theoretical Predictions of X-Ray and Extreme-UV Flare Emissions Using a Loss-of-Equilibrium Model of Solar Eruptions," ApJ, 668, 2007.